# Sonora (stan)
Sonoraⓘ – stan w północno-zachodnim Meksyku. Graniczy ze stanami: Sinaloa (na południu), Chihuahua (na wschodzie) i z Kalifornią Dolną (na północnym zachodzie). Na zachodzie oblewają ją wody Zatoki Kalifornijskiej. Od północy ma wspólną granicę z amerykańskimi stanami: Arizoną i Nowym Meksykiem.

## Podział administracyjny
Stan Sonora dzieli się na 72 gmin (hiszp. municipios).

## Historia
Obecność człowieka na tym terenie sięga 30 tysięcy lat, od kiedy przebywały tu grupy zbieracko-myśliwskie. W regionie gór Pinacate znajdują się pozostałości po osadzie datowanej na 15 tys. lat. Kolejne świadectwa stałych osiedli pochodzą z ok. 1500 p.n.e. Rozkwitały tu m.in. takie kultury jak: Hohokam, Mogollón, Casas Grandes czy Paquime. W pierwszych stuleciach silny wpływ na region wywierały kultury mezoamerykańskie. Były to głównie kontakty handlowe. W 1340 w wyniku wędrówki z rejonu Casa Grande w kierunku górzystych obszarów Sonory doszło do wykształcenia się plemienia Ópata. W chwili przybycia Hiszpanów do Meksyku zamieszkiwały tu grupy indiańskie władające językami z rodziny juto-náhuatl i hokana.
W 1531 Nuño Beltrán de Guzmán zakłada miasto San Miguel de Culiacán w obecnym sąsiednim stanie Sinaloa. To właśnie Sinaloa była miejscem, z którego koloniści rozpoczęli poszukiwania cennych kruszców oraz zaczęli handlować niewolnikami. W 1533 Diego Guzmán jako pierwszy z Hiszpanów pojawia się na obszarze obecnego stanu Sonora. Po napotkaniu oporu ze strony indiańskich plemion przy rzece Yaquí postanawia opuścić ten niegościnny teren.
W 1536 Álvar Núñez Cabeza de Vaca i trzech innych ocalałych z ekspedycji Pánfilo de Narváeza przeszło przez Sonorę w poszukiwaniu osiedli hiszpańskich. De Vaca w swoich wspomnieniach odnotował, że podczas swojej wędrówki natknął się na dwa duże miasta Indian – Cíbolę i Quivirę. Później wysłano kilka wypraw w celu ich odnalezienia, ale zakończyły się one niepowodzeniem. Ze względu na niewielką liczbę osadników Sonora zawsze miała peryferyjny charakter w stosunku do reszty Nowej Hiszpanii. W 1586 wybudowane zostaje więzienie. Ciągłe próby całkowitego podboju regionu doprowadzają w XVII w. do znacznego zmniejszenia się populacji Indian. Dzięki jezuitom udaje się schrystianizować ocalałych Indian i nakłonić ich do osiadłego trybu życia. Jezuici tworzą kilka osiedli, w których uczą Indian uprawy roli oraz pracy w kopalniach. W tym samym czasie część Yaquí w dalszym ciągu stawia opór Hiszpanom.
Ruch niepodległościowy, który w reszcie kraju rozpoczął się w 1810 r. w Sonorze nie znajduje wielkiego poparcia ze względu na zaangażowanie wielkich właścicieli ziemskich w walkę z atakami Apaczów.
W 1821 Sonora staje się jedną z części niepodległego Meksyku. Kilka lat później Sonora i Sinaloa stają się odrębnymi stanami (wcześniej były jedną jednostką administracyjną). Okres ten charakteryzował się wielką niestabilnością polityczną, ze względu na ciągłe walki o władzę. W 1847 podczas wojny amerykańsko-meksykańskiej Sonora zostaje zajęta przez armię Stanów Zjednoczonych. Po traktacie z Guadalupe Hidalgo i zawarciu pokoju wojska okupacyjne opuściły stan. Po okresie spokoju za rządów Porfirio Diaza kolejny okres walk przynosi wybuch rewolucji meksykańskiej, która kończy się w 1917.
Sonora przez cały czas pozostaje rolniczo-hodowlanym stanem z niewielką populacją i rozległymi terenami pustynnymi. Bliskość Stanów Zjednoczonych ma swoje wady i zalety. Do niekorzystnych zjawisk należy głównie wzrost przestępczości związany z działalnością kartelów narkotykowych. Z drugiej strony po zawarciu Porozumienia o Wolnym Handlu (tzw. NAFTA) przybyło tu wielu inwestorów i wybudowanych zostało wiele zakładów (głównie tzw. montowni – maquiladoras).

## Warunki geograficzne i klimatyczne
Przez stan przebiega pasmo górskie – Sierra Madre Occidental. Zachodnia, nadbrzeżna część Sonory ma charakter równinny.
Większość rzek regionu wpada do Zatoki Kalifornijskiej. Największą rzeką jest Yaquí, która ma następujące dopływy: Bavispe, Sahuaripa i Moctezuma. Przez południową część stanu przepływa rzeka Mayo. Rzeka Kolorado tworzy naturalną granicę ze stanem Baja California.
Na wybrzeżu klimat jest z reguły ciepły i suchy, średnia temperatura wynosi tu ok. 23 °C. W północnej części stanu klimat jest bardziej umiarkowany i suchy (średnia temperatura wynosi ok. 16 °C). W górach jest dużo chłodniej. W Hermosillo średnia roczna temperatur wynosi ok. 23 °C a średnia opadów 24 cm rocznie. Na północy w Nogales średnia opadów jest większa i sięga ok. 42 cm rocznie, a średnia opadów śniegu ok. 11 cm.
Na wybrzeżu przeważa niska roślinność krzewiasta. W górach występują lasy sosnowe i dębowe. Ze zwierząt spotyka się m.in.: jelenie, dziki, pumy, dzikie barany, iguany, kameleony i zające.

## Gospodarka
Poszczególne sektory gospodarki stanu wg ich udziału w PKB, kształtują się następująco: przemysł (18%), usługi (19%), handel (19%), transport (9%), finanse (15%), rolnictwo (15%), budownictwo (3%) i górnictwo (2%).
Na terenie stanu powstało wiele tzw. maquiladoras (montowni), zakładów, które produkują głównie na eksport. Większość z nich wytwarza elektronikę i przedmioty AGD.
Rolnictwo odgrywa dużą rolę w gospodarce Sonory. Na północy i na północnym wschodzie w szerokim zakresie korzysta się z nawadniania. Uprawia się tam m.in.: oliwki, winorośl, warzywa. W centralnej części stanu uprawia się: pszenicę, jęczmień i lucernę. We wschodnim rejonie sieje się: kukurydzę, fasolę, dużą powierzchnię zajmują też sady owocowe.
W Sonorze od zawsze obecne były duże stada bydła ze względu na rozległe pastwiska. Oprócz tego hoduje się też: drób, świnie i kozy. W wodach Zatoki Kalifornijskiej poławia się: krewetki i homary.
Z surowców mineralnych wydobywa się: miedź, grafit, srebro, ołów i wolfram.

## Turystyka
Sonora posiada wiele malowniczych plaż nad Zatoką Kalifornijską – najpopularniejszymi z nich są Puerto Peñasco oraz San Carlos niedaleko Guaymas. Istnieją tu doskonałe warunki do nurkowania i wędkarstwa. W okolicach Ciudad Obregón znajdują się osiedla ludności Yaquí. Na Wyspie Rekinów (Isla Tiburón) został ustanowiony rezerwat przyrody. Na liście Pueblos Mágicos w stanie Sonora znajdują się miejscowości: Álamos, Magdalena de Kino, San Carlos oraz Ures.

## Galeria

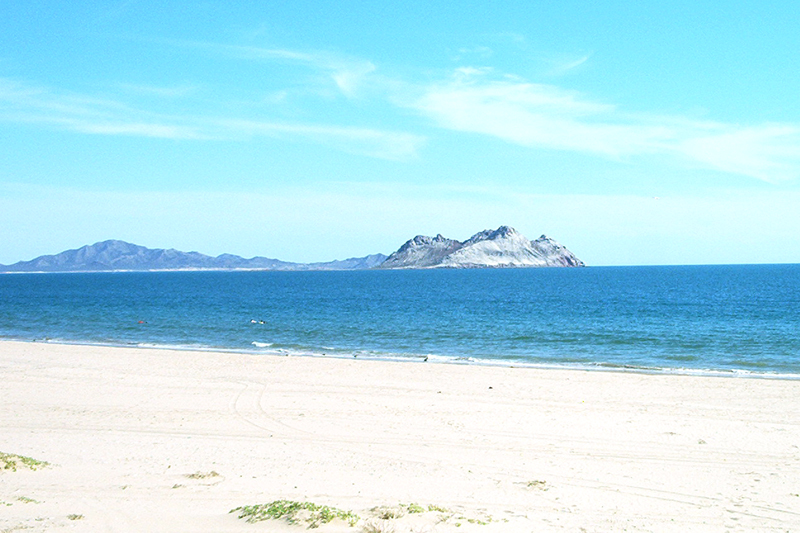
Wybrzeże nad Zatoką Kalifornijską
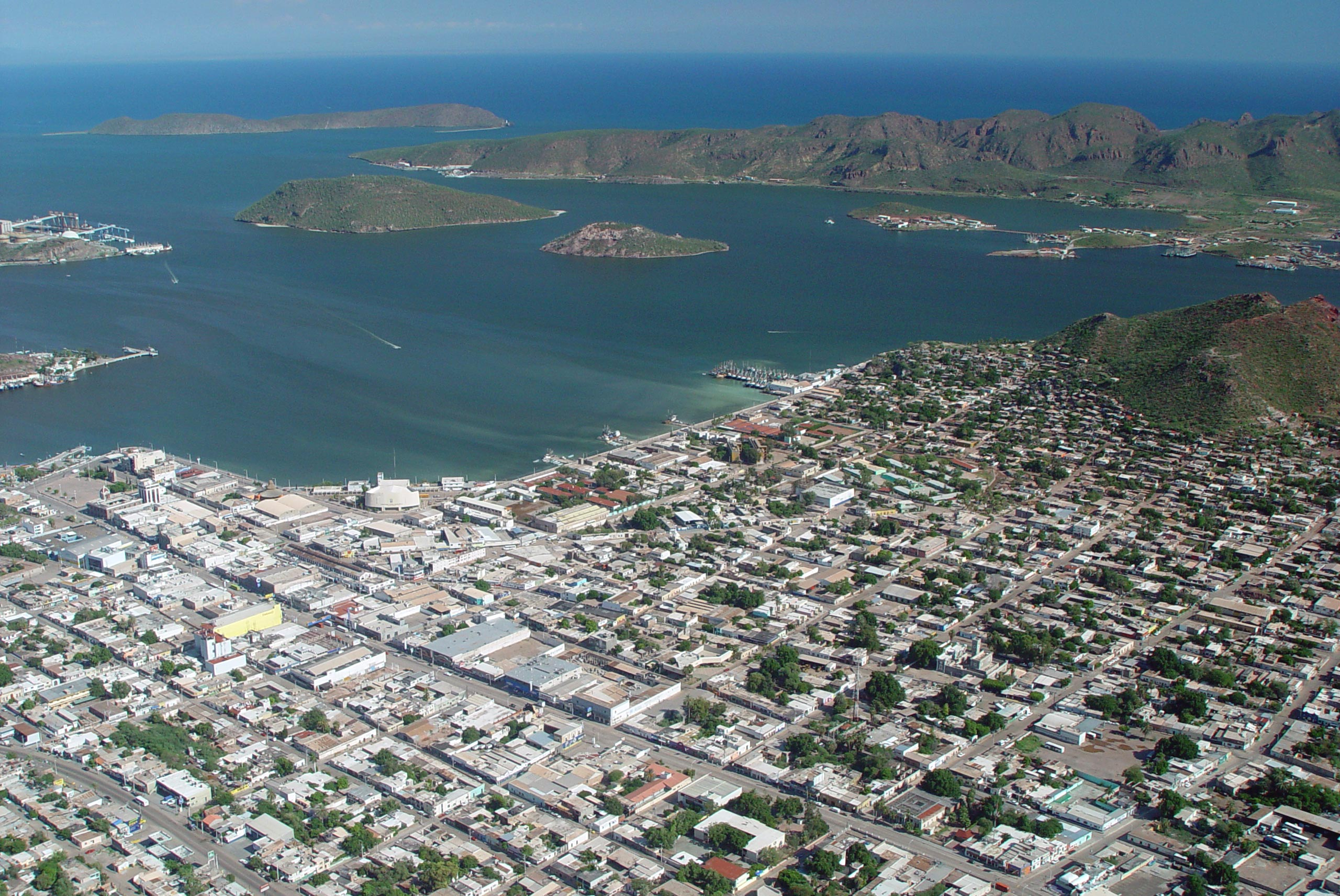
Guaymas
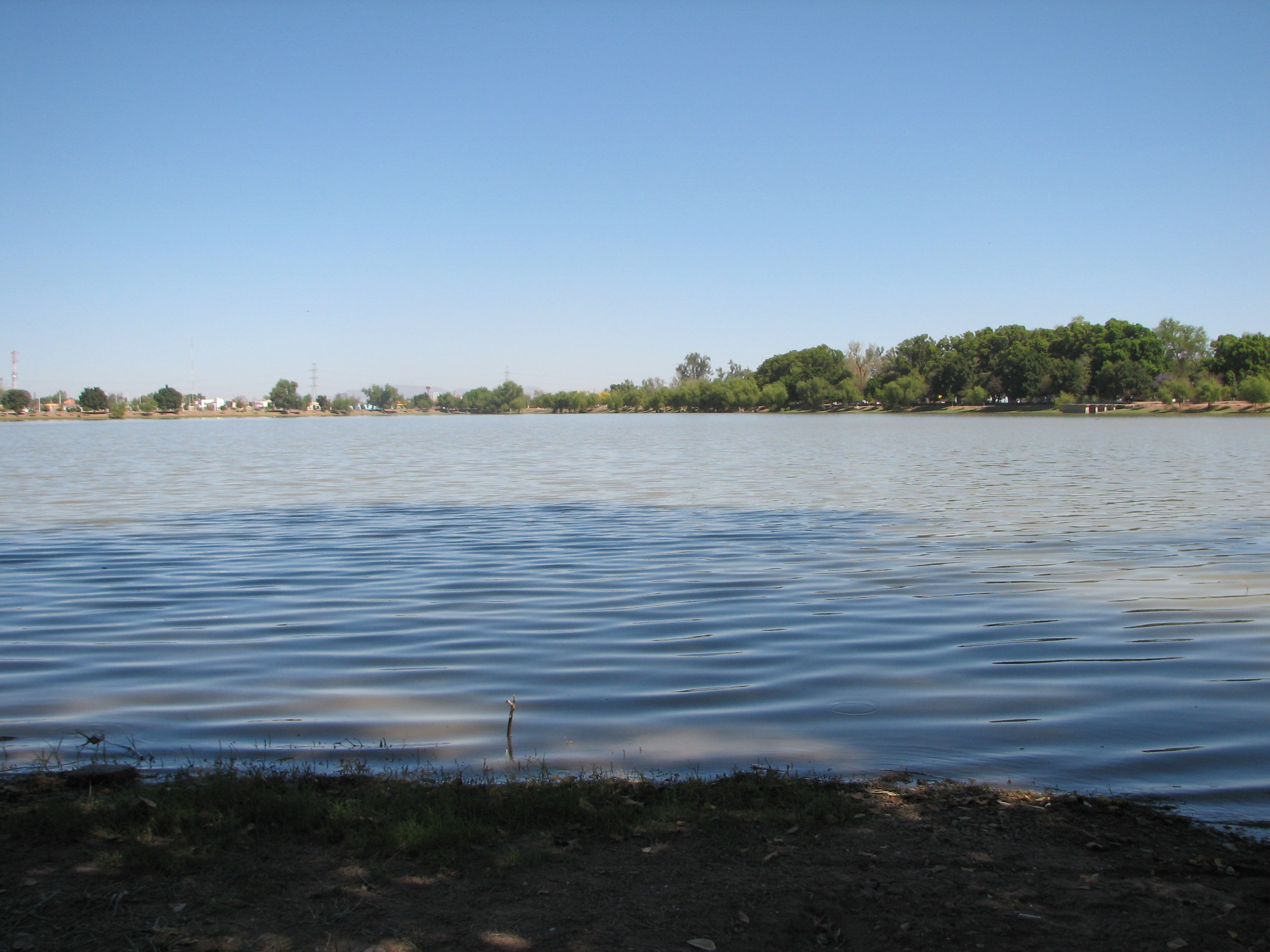
Laguna del Nainari
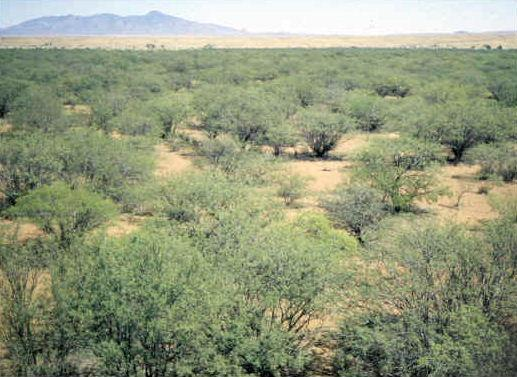
Valle de Sonora
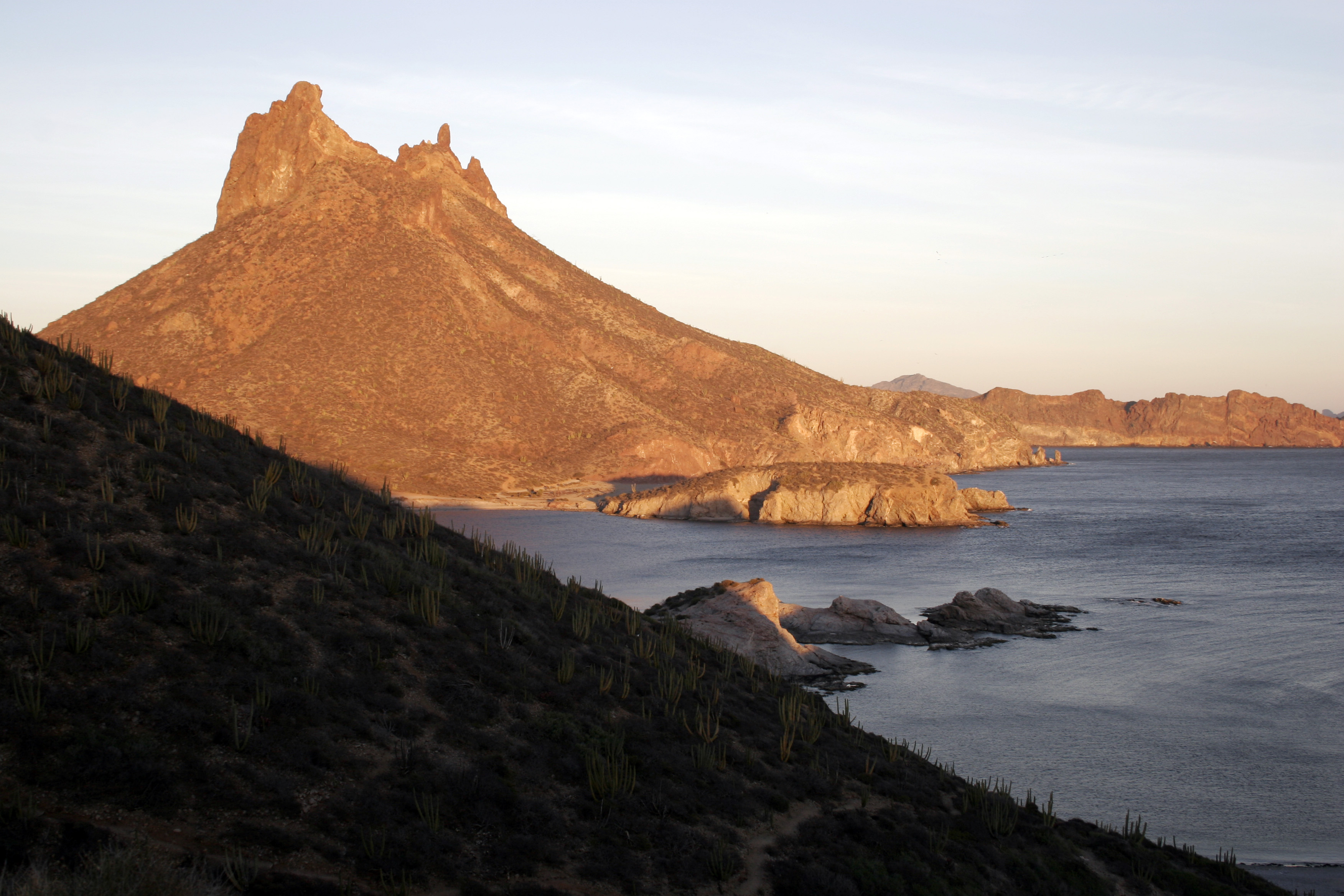
San Carlos
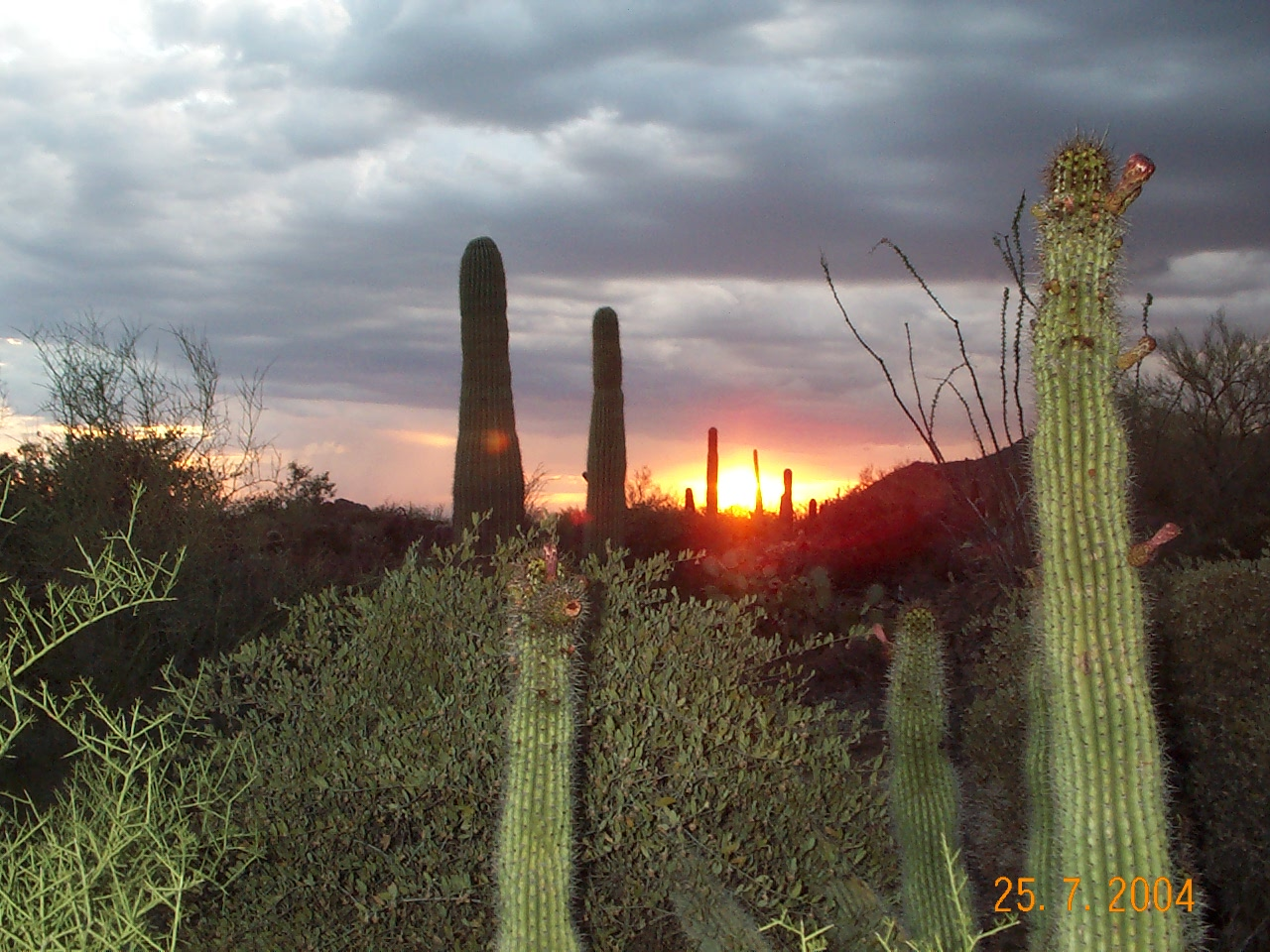
Pustynia Sonora